# Berthenonville
Berthenonville és un municipi francès situat al departament de l'Eure i a la regió de Normandia. L'any 2007 tenia 231 habitants.

## Demografia

### Població
El 2007 la població de fet de Berthenonville era de 231 persones. Hi havia 91 famílies, de les quals 16 eren unipersonals (16 dones vivint soles i 16 dones vivint soles), 47 parelles sense fills i 28 parelles amb fills.
La població ha evolucionat segons el següent gràfic:
Habitants censats

### Habitatges
El 2007 hi havia 132 habitatges, 92 eren l'habitatge principal de la família, 31 eren segones residències i 8 estaven desocupats. 130 eren cases i 2 eren apartaments. Dels 92 habitatges principals, 76 estaven ocupats pels seus propietaris, 12 estaven llogats i ocupats pels llogaters i 4 estaven cedits a títol gratuït; 3 tenien dues cambres, 16 en tenien tres, 22 en tenien quatre i 51 en tenien cinc o més. 79 habitatges disposaven pel capbaix d'una plaça de pàrquing. A 31 habitatges hi havia un automòbil i a 56 n'hi havia dos o més.

### Piràmide de població
La piràmide de població per edats i sexe el 2009 era:
| Homes | Edats   | Dones |
| ----- | ------- | ----- |
| 0     | 95 o +  | 0     |
| 4     | 90 a 94 | 4     |
| 0     | 85 a 89 | 4     |
| 0     | 80 a 84 | 0     |
| 0     | 75 a 79 | 4     |
| 4     | 70 a 74 | 0     |
| 8     | 65 a 69 | 8     |
| 0     | 60 a 64 | 8     |
| 0     | 55 a 59 | 4     |
| 8     | 50 a 54 | 4     |
| 12    | 45 a 49 | 4     |
| 16    | 40 a 44 | 4     |
| 4     | 35 a 39 | 8     |
| 16    | 30 a 34 | 12    |
| 0     | 25 a 29 | 8     |
| 4     | 20 a 24 | 0     |
| 4     | 15 a 19 | 8     |
| 8     | 10 a 14 | 4     |
| 4     | 5 a 9   | 0     |
| 12    | 0 a 4   | 8     |

## Economia
El 2007 la població en edat de treballar era de 161 persones, 118 eren actives i 43 eren inactives. De les 118 persones actives 112 estaven ocupades (59 homes i 53 dones) i 6 estaven aturades (4 homes i 2 dones). De les 43 persones inactives 19 estaven jubilades, 7 estaven estudiant i 17 estaven classificades com a «altres inactius».

### Ingressos
El 2009 a Berthenonville hi havia 99 unitats fiscals que integraven 249,5 persones, la mediana anual d'ingressos fiscals per persona era de 22.673 €.

### Activitats econòmiques
Dels 6 establiments que hi havia el 2007, 1 era d'una empresa de construcció, 1 d'una empresa de comerç i reparació d'automòbils, 1 d'una empresa immobiliària, 2 d'empreses de serveis i 1 d'una empresa classificada com a «altres activitats de serveis».
Dels 3 establiments de servei als particulars que hi havia el 2009, 1 era un establiment de lloguer de cotxes, 1 guixaire pintor i 1 lampisteria.
L'any 2000 a Berthenonville hi havia 5 explotacions agrícoles.

## Poblacions més properes
El següent diagrama mostra les poblacions més properes.